# Phloeospora azaleae
Phloeospora azaleae är en svampart som först beskrevs av Voglino, och fick sitt nu gällande namn av Priest 2006. Phloeospora azaleae ingår i släktet Phloeospora och familjen Mycosphaerellaceae.   Inga underarter finns listade i Catalogue of Life.